# 보르고역
보르고 (Borgo) 역은 이탈리아 시칠리아 섬 카타니아의 카타니아 지하철에 속한 역이다. 1999년 카타니아 지하철 첫 개통부터 문을 열었다. 1999년부터 2017년까지는 카타니아 지하철의 시종착역이기도 했다.

## 위치
에트네아 로를 따라 중간쯤에 위치해 있으며 역이 자리한 지역에서 보르고라는 역명을 따왔다. 보르고 역 근처에는 빈첸초 벨리니 음악협회, 치에키 협회, 보타니코 정원, 조에니 공원, 카보우르 로, 몬세라토 로, 파소 그라비나 로 등의 명소가 있다.

## 시설
이 역에는 다음과 같은 시설이 있다.
- 장애인용 엘리베이터
- 에스컬레이터
- 감시카메라
- 매표기

## 환승
보르고 지하철역은 치르쿠메트네아 선이 지나가는 카타니아 보르고 역 지하에 위치해 있으며, 두 역간에 계단으로 직업 환승되기 때문에 에트나 지역에서 오는 승객들이 일반열차편을 이용하기 위해 이곳에서 많이 갈아탄다.
서쪽 출구는 카타니아의 주요 도로 중 하나인 에트네아 로와 긴 통로로 연결된다. 이곳으로 나가면 버스 정류장이 있는데 일반 시내버스 노선 (214M-429-442-744번)과 AMT 운영본부와 연결되는 BRT 1번 노선이 지난다. 이와 더불어 AST-FCE-에트나 교외 노선도 이용할 수 있다.
- FCE 철도역[3] (카타니아 보르고 역)
- AMT 운영 버스 정류장[4].
- AST-FCE-에트나 운영 버스 정류장[5][6].